# هوراس کلمنت هیو رابرتسون
هوراس کلمنت هیو رابرتسون (انگلیسی: Horace Robertson; ۲۹ اکتبر ۱۸۹۴ – ۲۸ آوریل ۱۹۶۰) فرد نظامی اهل استرالیا بود. وی همچنین برندهٔ جوایزی همچون نشان امپراتوری بریتانیا شده‌است.